# Městská knihovna Karlovy Vary
Městská knihovna Karlovy Vary je veřejná knihovna, jejímž zřizovatelem je město Karlovy Vary (odbor kultury, školství a tělovýchovy). Hlavní sídlo knihovny se nachází v centru města na adrese I. P. Pavlova 891/7. V jednotlivých městských částech se nachází její pobočky Čankovská, Drahovice, Růžový vrch, Tuhnice, Stará Role, Vyhlídka a Dům s pečovatelskou službou na adrese Východní 16 (tato je určena pouze pro jeho obyvatele).
Jejím posláním je získávat, zpracovávat, uchovávat a poskytovat informace, literaturu a další kulturní hodnoty. Zvláštní důraz je kladen na služby pro děti a mládež, seniory – včetně role sociální (služby seniorům, sociálně slabým a handicapovaným).

## Služby
- široký výběr beletrie i naučné literatury, novinky dle přání čtenářů
- prezenční a absenční výpůjčky časopisů, novin a audioknih
- přednášky se zajímavými osobnostmi na různá témata
- výstavy
- workshopy
- promítání dokumentárních filmů
- meziknihovní výpůjční služby
- přístup na internet pro registrované čtenáře zdarma
- kopírování, tisk z PC, scanování
- předprodej vstupenek na kulturní akce v regionu (pouze v hlavním sídle na I. P. Pavlova 891/7)
- pestrá škála besed pro školní třídy
- pasování dětí na čtenáře
- soutěže
- zapůjčení brýlí v rámci knihovny

## Historie
Vznik Okresní knihovny v Karlových Varech je spojen s přílivem českého obyvatelstva do pohraničí po 2. světové válce. První česká městská veřejná knihovna byla v Karlových Varech zřízena hlavně z darů obyvatel. Knihovna byla několikrát stěhována a na adrese I. P. Pavlova 7 sídlí od roku 1952. Od roku 1954 byly k městské knihovně přičleňovány malé knihovny z okrajových částí města. Postupně byl vybudován systém střediskových knihoven, který umožňoval, aby i knihovny v menších obcích byly trvale zásobovány novými knihami a mohly tak udržovat fond na potřebné úrovni.
V květnu 2002 se Okresní knihovna Karlovy Vary se stala v návaznosti na vznik nového samosprávného celku Karlovarský kraj Krajskou knihovnou Karlovy Vary.
V roce 2006 došlo k oddělení Krajské knihovny (její hlavní sídlo se přesunulo do nově vytvořených prostor ve čtvrti Dvory) a Městské knihovny Karlovy Vary.

## Zajímavosti
V hlavní budově, která se nachází v ulici I. P. Pavlova, je oddělení pro dospělé, oddělení pro děti, čítárna a katalogizace. Nad vchodem do čítárny je k vidění barokní pískovcová socha císaře Karla IV., z roku 1739. Tato socha byla původně součástí radnice (dnes na tomto místě morový sloup u Vřídelní a Tržní kolonády), která vyhořela při velkém požáru Karlových Varů. Socha Karla IV. se na budově knihovny nachází od roku 1936. Součástí sochy jsou 2 knihy, které symbolizují právní a statutární založení Karlových Varů a kartuš s reliéfem, zachycujícím výjev z pověsti o založení lázeňského města.